# Fransk-belgiske tegneserier
Fransk-belgiske tegneserier er fransksprogede serier med oprindelse i Belgien eller Frankrig. Frankrig og den fransksprogede del af Belgien er et sammenhængende sprogområde, hvor samme forlag kan arbejde, i princippet uafhængigt af nationale grænser. Når det gælder tegneserier, har Frankrig en lang tradition indenfor billeder, men det var i Belgien at et antal indflydelsesrige serier og tegneserier (hovedsageligt Tintin og Splint & Co.) kom til at danne skole i store dele af 20. århundrede. Fransksprogede serier fra blandt andet Schweiz og den fransktalende del af Canada (hovedsageligt Québec) indgår i stor udstrækning i samme serietradition. Det franske ord for tegneserie er bande dessinée (forkortet BD).

## Stil og betydning
Den fransksprogede serieproduktion består mest af serier, der henvender sig til alle aldersgrupper af typen komiske eventyrserier – som Tintin, Asterix, Splint & Co. og Lucky Luke. Der findes dog også et stort udvalg af voksenserier (Blueberry, Rødskæg, Red Kelly, Thorgal, Adèle Blanc-sec med flere), børneserier (Smølferne, Yakari, Mads', Mettes og Sjokos oplevelser med flere) og humorserier (Vakse Viggo, Den lille Splint, Titeuf med flere).
Tegneserier er påfaldende højt skattede i den fransktalende del af Europa og omtales ofte som "den niende kunstart". Da avisen Le Monde i 1999 gennemførte en læserafstemning for at rangere Det 20. århundredes 100 bedste bøger nåede fem tegneserier op på listen: Tintin af Hergé (#18), Asterix af René Goscinny og Albert Uderzo (#23), Corto Maltese af (italieneren) Hugo Pratt (#62), Blake og Mortimer af Edgar P. Jacobs (#90) samt Vakse Viggo af André Franquin (#98). Siden 1974 arrangeres hvert år seriefestivalen i Angoulême, Europas største seriearrangement, hvor et antal priser og udmærkelser uddeles.

## Historien

### 1830'erne til 1920'erne – Rødderne
Den fransktalande schweizer Rodolphe Töpffer (1799–1846) er i moderne serieforskning blevet fremhævet som en af seriemediets vigtigste foregangsmænd. I 1830'erne og 1840'erne blev hans syv "histoires en images" ("billedhistorier") udgivet. Navnkundige fransktalende seriepionerer var også Gustave Doré (1832–1883) og Félix Nadar (1820–1910), der begge indledte deres karrierer som illustratorer til forskellige nyheds- og underholdningmagasiner.
De første regulære fransksprogede serie skabtes dog af Georges Colomb. I 1889 begyndte han, under pseudonymet Christophe, at tegne serier for børnemagasinet Le Petit Français illustré; hans serie La Famille Fenouillard, der udkom i dette år, har fået tilnavnet "den første franske serie".
Blandt de tidligste kommercielt succesfulde fransksprogede serier er der Bécassine skabt i 1905 af Jacqueline Rivière og Joseph Pinchon, og Zig & Puce, skabt 1925 af Alain Saint-Ogan. Den sidstnævnte var den første fransksprogede serie som anvendte talebobler.

### 1930'erne – Etableringen
I 1929 fik Tintin af Hergé premiere i Le Petit Vingtième. Tintin var en af Belgiens tidligste serier og den er fortsat den mest succesrige; den er blevet oversat til mere end 50 sprog og er solgt i over 200 millioner eksemplarer verden over. I 1934 blev det første nummer af Le Journal de Mickey, fyldt med amerikansk Disneyserier. Dermed havde også det første fransksprogede tegneseriemagasin set dagens lys. Importen af amerikanske serier tog fart i 1930'erne, en trend som dog stoppede i forbindelse med anden verdenskrig. Efterspørgslen efter tegneserier stoppede dog ikke, hvilket førte til en større indenlandsk serieproduktion.

### 1940'erne til 1960'erne – Guldalderen
Efter verdenskrigens afslutning fortsatte den indenlandske serieproduktion med at vokse, blandt andet takket være seriehæfterne Spirou (udgivet af Dupuis siden 1938) og Tintin (1946–1988, udgivet af Le Lombard). Disse to magasiner og konkurrencen imellem dem, var med til i 1950'erne og 1960'erne at drive de fransk-belgiske serier til nye højder og endelig også udbrede dem til de internationale markeder. 1959 fik de desuden selskab af et tredje magasin, Pilote (1959-1989, fra Dargaud), hvilket fremmede serieudbuddet yderligere, både kvantitativt og kvalitativt. Udover Spirou, Tintin og Pilote spillede også magasinet Vaillant/Pif Gadget (1945–1992 og 2004–2009, fra Éditions Vaillant) en betydende rolle for det 20. århundredes fransk-belgiske serieproduktion.
Efterkrigstiden indebar også at udgivelsen af seriealbum kom i gang for alvor. Mens aviserne publicerede flertallet af sine serier i føljetonsform, kunne de forskellige forlag via album udgive samlede længere fortællinger i en enkelt udgave. Da de fransk-belgisk serier i slutningen af 60'erne begyndte at blive udbredt i det øvrige Europa, var det først og fremmeste som seriealbum de blev kendt.

### 1970'erne til 1990'erne – Voksenserier
I 1970'erne udvidedes seriemediet med et kraftigt ekspanderende udbud af serier rettet mod det voksne publikum. Her spillede et antal nystartede magasiner en nøglerolle, med titler som Métal Hurlant (1974–1987 og 2002–2004, udgivet af Les Humanoïdes Associés), À Suivre (1978–1997, fra Casterman), Fluide Glacial (siden 1975, fra Audie) samt L'Écho des Savanes og Circus (1972–2006 respektiv 1975–1989, fra Glénat).
De følgende årtier indebar store forandringer. Flertallet af 1900-tallets store fransksprogede seriemagasiner – deriblandt Tintin, Pilote, Pif Gadget, Métal Hurlant, À Suivre, Circus og L'Écho des Savanes – gik i graven. Nye forlag etablerede sig – eksempelvis Vents d'Ouest (startet i 1981), Soleil Productions (1982), Delcourt (1986), L'Association (1990), Bamboo (1997). Disse fravalgte dog genvejen – eller omvejen, afhængig af hvordan man ser på det – som tegneserieudgivelsen indebar og fokuserede i stedet på direkte udgivelse i albumformat.

### 2000'erne
På trods af øget konkurrence fra såvel amerikanske serier (kaldte "comics" på det fransksprogede marked) som japansk manga, står de indenlandske serier stadig for hovedparten af serieudbuddet i det fransktalende Europa. De fleste af de serieskabere som var med i 1900-tallets guldalder er enten afgået ved døden, eller er gået på pension, men deres figurer lever stadig videre. Flere – med Hergés Tintin som den vigtigste undtagelse – er overtaget af nye serieskabere og nogle udgives for tiden på egne forlag.
Samtidigt med at de etablerede serier er blevet stærke varemærker uden tegn på svækkelse, dukker der stadig nye serier og ny serieskabere frem, ikke mindst på det indenlandske marked. I konkurrence med mange og nye medier er den franske serieeksport dog mindsket betragteligt i de seneste årtier.

## Tegnestil
Frem for alt to tegneretninger forbindes med de fransksprogede serier: "ligne claire"-traditionen (også kaldet Bruxelles-skolen) og Marcinelle-skolen. Den første repræsenteret først og fremmest af Hergé og Tintin-tiden, mens den store foregangsmand for den anden er Jijé, hvis arv frem for alt kom til udtryk i Spirou. Mens "ligne claire" har enkelhed og tydelighed som sigtelinjer, stræber Marcinelle-skolen mod at fange dynamik og bevægelse.
Selvom Jijé har æren af at være den første af Marcinelle-skolens udøvere er Franquin den største. Derudover er det frem for alt tegnerne Morris, Will, Jean Roba, Victor Hubinon, Eddy Paape, MiTacq og Sirius, der har taget stilen til sig. Seriemuseet Centre Belge de la Bande Dessinée i Bruxelles fokuserer mest på Marcinelle-skolens udøvere.
Til Bruxelles-skolens store regnes, udover Hergé, frem for alt Edgar P. Jacobs, Jacques Martin, Bob de Moor, Roger Leloup og Tibet. I 1970'erne udfordrede Jacques Tardi traditionen med sin tolkning af ligne claire-stilen og i 1980'erne etablerade Yves Chaland en nostalgisk motiveret retro-tolkning, "den anatomiske stil".
Visse tegnere, blandt andre Peyo og Maurice Tillieux, kan siges at ligge i grænselandet mellem de to skoler.
I forbindelse med 70'ernes voksenserier kom de realistiske tegneserier til at udgøre en stor del af det fransksprogede udbud.

### Mangapåvirkningen
I begyndelsen af 2000'erne har den store franske import af manga lagt grundlaget for en øget japansk påvirkning af den fransksprogede produktion. Tykkere album, undertiden i mindre format og/eller i sort-hvid, er blevet normale. Samtidig er der blevet indledt et antal samarbejder mellem Asien og Europa, hvor både forlag og serieskabere fra de to kontinenter har indgået samarbejder. Manuskriptforfatteren Frédéric Boilet har været en af de mest produktive deltagere i denne nye trend, hvor forlag som det spansk-britiske Fanfare/Ponent Mon og den japanske serieskaber Jirō Taniguchi (se Haruka na machi e) har bidraget. Boilet har for dele af disse nye serier, hvor japanere har lavet manga med fransk/realistisk miljø, opfundet begrebet La nouvelle manga ('den nye manga').

## Serieskabere og serier
Nedenfor listes et antal vigtige serieskabere og serier som ikke allerede er blevet nævnt i ovenstående historiske gennemgang.
| - Christophe Arleston (Lanfeust fra Troy) - Enki Bilal (Nikopoltrilogin) - Christophe Blain (Isaac le Pirate, Donjon) - Claire Bretécher (De frustrerede) - Raoul Cauvin (Blåfrakkerne, Splint & Co., Agent 212) - Pierre Christin og Jean-Claude Mézières (Linda og Valentin) - François Craenhals (Fenomenala fireren, Riddar Ildhjerte) - Dany (Oliver og Colombina) - Stephen Desberg (Gaspard, I.R.$., Billy the Cat) - Jean Dufaux (Niklos Koda, Jessica Blandy) - Xavier Fauche og Jean Léturgie (Percevan, Lucky Luke) - Philippe Francq (Largo Winch) - Fred (Filemon) - Marcel Gotlib (SuperDupont) | - Jidéhem (Sofie) - André Jobin (Yakari, Pythagoras & Co.) - Gérard Lauzier (Sådant er livet, Al Crane) - Raymond Macherot (Clifton, Sibyllina, Klorofyll) - Christian Mathelot (Kaptajn X, Piratens søn) - Bob de Moor (Barelli, Johan og Stefan) - Eddy Paape (Marc Dacier, Luc Orient, Valhardi) - Marcel Remacle (Kaptajn Gråskæg, Viktor Viking) - Jean Roba (Bollen) - Lewis Trondheim (Kaninos fantastiska eventyr, Don jon) - François Walthéry (Natacha, Rubine, Lukas og Sylvester) - Albert Weinberg (Dan Cooper, Barracuda) - Will (Tim & Thomas, Isabelle) - Zep (Titeuf, Captain Bicepsen) |

## Serieforlag (i udvalg)
| Forlag med hovedsageligt indenlandsk produktion - Dupuis (grundlagt 1922) - Casterman (grundlagt 1780, tegneserier siden 1934) - Dargaud (grundlagt 1936) - Le Lombard (grundlagt 1946) - Glénat (grundlagt 1969) - Les Humanoïdes Associés (grundlagt 1974) - Audie (grundlagt 1975) - Vents d'Ouest (grundlagt 1981) - Soleil Productions (grundlagt 1982) - Delcourt (grundlagt 1986) - L'Association (grundlagt 1990) - Bamboo (grundlagt 1997) Nedlagte - Éditions Vaillant (1945–1993) | Serier på egne forlag - Asterix (Les Éditions Albert René, grundlagt 1979) - Blake og Mortimer (Éditions Blake et Mortimer, grundlagt 1982) - Lucky Luke (Lucky Comics, grundlagt 1999) - Marsupilami, Vakse Viggo med flere (Marsu Productions, grundlagt 1986) Forlag med i hovedsagen manga-import - Pika Édition (grundlagt 1999) - Kurokawa (grundlagt 2005) - Kana (grundlagt 1996) Forlag med i hovedsagen "comics"-import - Hachette (Disneyserier etc.) - Panini Comics (Marvel Comics med flere) - Urban Comics (DC Comics etc.) |

## Flamske serier
Flamsk-belgiske serier (med hollandsk som originalsprog) er influeret af de fransksprogede serier, men de er alligevel forskellige fra disse. De flamske serier omfatter primært Henk Kuijpers' Franka, Willy Vandersteens Suske en Wiske, Jef Nys Peter og Alexander, Frank Sels Sølvpilen, Marc Sleens Nero, og Merhos De Kiekeboes. Af disse er det hovedsageligt Suske en Wiske som har opnået internationella anderkendelse. Det førende flamsk serieforlag er Standaard Uitgeverij.